# Chryselium gnaphalioides
 Chryselium gnaphalioides   (Kunth) Urtubey & S.E.Freire, 2019 è una specie di pianta angiosperma dicotiledone della famiglia delle Asteraceae (sottofamiglia Asteroideae, tribù Gnaphalieae e sottotribù Gnaphaliinae).  Chryselium gnaphalioides è anche l'unica specie del genere  Chryselium  Urtubey & S.E.Freire, 2019.

## Etimologia
Il nome scientifico della specie è stato definito dai botanici Karl Sigismund Kunth (1788-1850), Estrella Urtubey e Susana Edith Freire nella pubblicazione " Systematic Botany; Quarterly Journal of the American Society of Plant Taxonomists" ( Syst. Bot. 44(1): 236) del 2019. Il nome scientifico del genere è stato definito nella stessa pubblicazione.

## Descrizione
Habitus. La specie di questa voce ha un habitus di tipo erbaceo rosulato. La specie è monoica. I cauli di queste piante sono provvisti del floema, ma non di canali resiniferi; mentre i sesquiterpeni lattoni sono normalmente assenti (piante senza lattice).
Fusto. La parte aerea in genere è eretta, con singoli steli non ramificati; sono ricoperti di lana biancastra. Sono presenti stoloni. Altezza media: 10 – 30 cm. Lunghezza degli stoloni: 3 – 11 cm.
Foglie. Le foglie in genere sono disposte in modo alternato e sono sessili. La lamina è intera con forme da lineari a strettamente oblanceolate; i margini sono continui. Le foglie sono discolori: la pagina superiore varia leggermente da lanuginosa a glabra; quella inferiore è densamente tomentosa, con lunghi tricomi a 3 cellule e pochi altri tricomi ghiandolari biseriati nascosti sotto la lana. Dimensione delle foglie: 25 - 60 x 3 – 5 mm.
Infiorescenza. Le sinflorescenze sono scapose terminali raggruppate in densi corimbi avvolti dalle foglie superiori. Le infiorescenze vere e proprie sono formate da un capolino terminale peduncolato di tipo disciforme (con fiori eterogami). Possono essere presenti capolini radiati (o sub-radiati). I capolini sono formati da un involucro, con forme campanulate, composto da diverse brattee, al cui interno un ricettacolo fa da base ai fiori. Le brattee, a consistenza cartacea/cartilaginea e colorate, sono disposte in modo più o meno embricato su 4 - 5 serie e possono essere connate e lanuginose alla base (strati di stereoma indiviso);  talora possono avere un margine ialino. Il ricettacolo è nudo ossia senza pagliette a protezione della base dei fiori; la forma normalmente è piatta. Dimensione dell'involucro: 5 - 6 x 3 – 4 mm.
Fiori.  I fiori sono tetra-ciclici (formati cioè da 4 verticilli: calice – corolla – androceo – gineceo) e pentameri (calice e corolla formati da 5 elementi). Sono inoltre tubulosi, attinomorfi e si distinguono in:
- fiori del disco esterni: sono da 50 a 70 femminili e filiformi; lunghezza 2,5 - 3 mm;
- fiori del disco centrali: sono da 6 a 15 ermafroditi; le forme sono tubulari; lunghezza 2,5 - 3,5 mm.

In questo gruppo di piante i fiori radiati (ligulati o del raggio) sono assenti; a volte sono confusi con i fiori femminili (tubulosi) del disco esterno più o meno sub-zigomorfi con un lembo piatto e possono essere interpretati come fiori del raggio.
- Formula fiorale:

*/x K {\displaystyle \infty }, [C (5), A (5)], G 2 (infero), achenio
- Calice: i sepali del calice sono ridotti ad una coroncina di squame.
- Corolla: la forma della corolla normalmente è tubolare con 5 lobi (raramente 4); i lobi hanno delle forme da lanceolate o deltate a lineari. I colori della corolla sono bianco e porpora. Gli apici delle corolle sono violacei.
- Androceo: l'androceo è formato da 5 stami sorretti da filamenti generalmente liberi; gli stami sono connati e formano un manicotto circondante lo stilo; le teche (produttrici del polline) sono prive di sperone, ma hanno la coda (antere sagittate con code corte); le appendici apicali delle antere hanno delle forme ottuse; il tessuto endoteciale (rivestimento interno dell'antera) è quasi sempre polarizzato (con due superfici distinte: una verso l'esterno e una verso l'interno). Il polline è di tipo echinato (con punte sporgenti) a forma sferica è formato inoltre da due strati di ectesine, mentre lo strato basale è spesso e regolarmente perforato (tipo “gnafaloide”).[6]
- Gineceo: l'ovario è infero uniloculare formato da 2 carpelli. Lo stilo (il recettore del polline) è intero o biforcato con due stigmi nella parte apicale. Gli stigmi hanno una forma troncata; possono essere ricoperti da minute papille o avere dei penicilli apicali o dorsali. Le superfici stigmatiche sono separate.[6]

Frutti. I frutti sono degli acheni con pappo. Gli acheni sono piccoli a forma oblunga o turbinata; la superficie può essere ricoperta di piccoli peli doppi a forma clavata oppure è quasi glabra; il pericarpo può essere percorso longitudinalmente da 2 fasci vascolari. Il pappo è formato da setole capillari barbate connate alla base in un anello oppure libere. Lunghezza degli acheni: 0,7 – 1 mm. Lunghezza del pappo: 3 – 4 mm.

## Biologia
Impollinazione: l'impollinazione avviene tramite insetti (impollinazione entomogama tramite farfalle diurne e notturne).

Riproduzione: la fecondazione avviene fondamentalmente tramite l'impollinazione dei fiori (vedi sopra).

Dispersione: i semi (gli acheni) cadendo a terra sono successivamente dispersi soprattutto da insetti tipo formiche (disseminazione mirmecoria). In questo tipo di piante avviene anche un altro tipo di dispersione: zoocoria. Infatti gli uncini delle brattee dell'involucro (se presenti) si agganciano ai peli degli animali di passaggio disperdendo così anche su lunghe distanze i semi della pianta. Inoltre per merito del pappo il vento può trasportare i semi anche a distanza di alcuni chilometri (disseminazione anemocora).

## Distribuzione e habitat
La specie di questa voce è distribuita in Colombia, Ecuador, Peru e Venezuela.

## Tassonomia
La famiglia di appartenenza di questa voce (Asteraceae o Compositae, nomen conservandum) probabilmente originaria del Sud America, è la più numerosa del mondo vegetale, comprende oltre 23.000 specie distribuite su 1.535 generi, oppure 22.750 specie e 1.530 generi secondo altre fonti (una delle checklist più aggiornata elenca fino a 1.679 generi). La famiglia attualmente (2021) è divisa in 16 sottofamiglie; la sottofamiglia Asteroideae è una di queste e rappresenta l'evoluzione più recente di tutta la famiglia.

### Filogenesi
Il genere della specie di questa voce è descritto nella tribù Gnaphalieae, una delle 21 tribù della sottofamiglia Asteroideae. Da un punto di vista filogenetico, la tribù Gnaphalieae fa parte del supergruppo (o sottofamiglia) "Asteroideae grade"; l'altro è il supergruppo "Non-Asteroideae" contenente il resto delle sottofamiglie delle Asteraceae. All'interno del supergruppo è vicina alle tribù Senecioneae, Calenduleae, Astereae e Anthemideae.
La sottotribù Gnaphaliinae è caratterizzata da portamenti di vario tipo con specie ginomonoiche e monoiche, da foglie con margini interi, da capolini disciformi omogami o eterogami e raramente radiati (o subradiati), dallo stilo con rami troncati e superfici stigmatiche separate apicalmente, da acheni glabri o con tricomi allungati e pappo ridotto.
Il genere  Chryselium  appartiene al clade Flag, un gruppo informale monofiletico della sottotribù Gnaphaliinae che occupa una posizione più o meno "basale" e con il clade Australasian forma un "gruppo fratello". Il clade "FLAG" prende il nome dai suoi quattro generi più grandi: Filago, Leontopodium, Antennaria e Gamochaeta. Ricerche sul DNA delle varie specie di questo genere suggeriscono una sua possibile origine allopoliploide con un antenato vicino alla specie Gnaphalium uliginosum (il tipo di "Gnaphalium"). In questo gruppo sono presenti specie dioiche (solo fiori femminili o solo fiori maschili) e piante a portamento cusciniforme. I capolini, in formazioni corimbose o spiciformi, possono essere sottesi da foglie bratteali. Il ricettacolo in alcuni casi è squamoso.
Il "Flag clade", da un punto di vista filogenetico, può essere suddiviso in due parti: il "Lucilia-group" basato sui tricomi degli acheni e il resto del clade (in posizione "basale") considerato "gruppo fratello" del primo. Nel "Lucilia-group" sono stati individuati 7 sottocladi ben supportati. Nelle analisi sono stati considerati alcuni caratteri dei tricomi degli acheni quali la globosità delle cellule basali, il portamento clavato e la lunghezza dei tricomi.
Il genere della specie di questa voce, segregato recentemente dal genere Helichrysum (H. gnaphalioides), è risultato essere "fratello" del gruppo formato dai sottocladi "L4" e "L5" caratterizzato da tricomi achenali clavati. Le analisi molecolari delle sequenze di DNA hanno evidenziato un collegamento con i genere Chevreulia, Cuatrecasasiella, Antennaria e Diaperia.
Il cladogramma seguente, tratto dallo studio citato e semplificato, mostra una possibile configurazione filogenetica di questo gruppo evidenziando la specie di questa voce.
|      | \| _L1_ \| Lucilia - Micropsis - Facelis - Berroa \| \| \| Lucilia - Micropsis - Facelis - Berroa \| \| _L2_ \| Chionolaena - Belloa \| \| \| Chionolaena - Belloa \| |
|      | |
| _L3_ | Gamochaeta |
|      | Gamochaeta |
| _L1_ | Lucilia - Micropsis - Facelis - Berroa |
|      | Lucilia - Micropsis - Facelis - Berroa |
| _L2_ | Chionolaena - Belloa |
|      | Chionolaena - Belloa |

| _L1_ | Lucilia - Micropsis - Facelis - Berroa |
|      | Lucilia - Micropsis - Facelis - Berroa |
| _L2_ | Chionolaena - Belloa                   |
|      | Chionolaena - Belloa                   |

|      | \| _L1_ \| Lucilia - Micropsis - Facelis - Berroa \| \| \| Lucilia - Micropsis - Facelis - Berroa \| \| _L2_ \| Chionolaena - Belloa \| \| \| Chionolaena - Belloa \| |
|      | |
| _L3_ | Gamochaeta |
|      | Gamochaeta |
| _L1_ | Lucilia - Micropsis - Facelis - Berroa |
|      | Lucilia - Micropsis - Facelis - Berroa |
| _L2_ | Chionolaena - Belloa |
|      | Chionolaena - Belloa |

| _L1_ | Lucilia - Micropsis - Facelis - Berroa |
|      | Lucilia - Micropsis - Facelis - Berroa |
| _L2_ | Chionolaena - Belloa                   |
|      | Chionolaena - Belloa                   |

|      | \| _L4_ \| Antennaria - Diaperia \| \| \| Antennaria - Diaperia \| \| _L5_ \| Chevreulia - Cuatrecasasiella \| \| \| Chevreulia - Cuatrecasasiella \| |
|      | |
|      | Chryselium gnaphalioides |
|      | |
| _L4_ | Antennaria - Diaperia |
|      | Antennaria - Diaperia |
| _L5_ | Chevreulia - Cuatrecasasiella |
|      | Chevreulia - Cuatrecasasiella |

| _L4_ | Antennaria - Diaperia         |
|      | Antennaria - Diaperia         |
| _L5_ | Chevreulia - Cuatrecasasiella |
|      | Chevreulia - Cuatrecasasiella |

|      | \| _L1_ \| Lucilia - Micropsis - Facelis - Berroa \| \| \| Lucilia - Micropsis - Facelis - Berroa \| \| _L2_ \| Chionolaena - Belloa \| \| \| Chionolaena - Belloa \| |
|      | |
| _L3_ | Gamochaeta |
|      | Gamochaeta |
| _L1_ | Lucilia - Micropsis - Facelis - Berroa |
|      | Lucilia - Micropsis - Facelis - Berroa |
| _L2_ | Chionolaena - Belloa |
|      | Chionolaena - Belloa |

| _L1_ | Lucilia - Micropsis - Facelis - Berroa |
|      | Lucilia - Micropsis - Facelis - Berroa |
| _L2_ | Chionolaena - Belloa                   |
|      | Chionolaena - Belloa                   |

|      | \| _L1_ \| Lucilia - Micropsis - Facelis - Berroa \| \| \| Lucilia - Micropsis - Facelis - Berroa \| \| _L2_ \| Chionolaena - Belloa \| \| \| Chionolaena - Belloa \| |
|      | |
| _L3_ | Gamochaeta |
|      | Gamochaeta |
| _L1_ | Lucilia - Micropsis - Facelis - Berroa |
|      | Lucilia - Micropsis - Facelis - Berroa |
| _L2_ | Chionolaena - Belloa |
|      | Chionolaena - Belloa |

| _L1_ | Lucilia - Micropsis - Facelis - Berroa |
|      | Lucilia - Micropsis - Facelis - Berroa |
| _L2_ | Chionolaena - Belloa                   |
|      | Chionolaena - Belloa                   |

|      | \| _L4_ \| Antennaria - Diaperia \| \| \| Antennaria - Diaperia \| \| _L5_ \| Chevreulia - Cuatrecasasiella \| \| \| Chevreulia - Cuatrecasasiella \| |
|      | |
|      | Chryselium gnaphalioides |
|      | |
| _L4_ | Antennaria - Diaperia |
|      | Antennaria - Diaperia |
| _L5_ | Chevreulia - Cuatrecasasiella |
|      | Chevreulia - Cuatrecasasiella |

| _L4_ | Antennaria - Diaperia         |
|      | Antennaria - Diaperia         |
| _L5_ | Chevreulia - Cuatrecasasiella |
|      | Chevreulia - Cuatrecasasiella |

|      | \| _L1_ \| Lucilia - Micropsis - Facelis - Berroa \| \| \| Lucilia - Micropsis - Facelis - Berroa \| \| _L2_ \| Chionolaena - Belloa \| \| \| Chionolaena - Belloa \| |
|      | |
| _L3_ | Gamochaeta |
|      | Gamochaeta |
| _L1_ | Lucilia - Micropsis - Facelis - Berroa |
|      | Lucilia - Micropsis - Facelis - Berroa |
| _L2_ | Chionolaena - Belloa |
|      | Chionolaena - Belloa |

| _L1_ | Lucilia - Micropsis - Facelis - Berroa |
|      | Lucilia - Micropsis - Facelis - Berroa |
| _L2_ | Chionolaena - Belloa                   |
|      | Chionolaena - Belloa                   |

|      | \| _L1_ \| Lucilia - Micropsis - Facelis - Berroa \| \| \| Lucilia - Micropsis - Facelis - Berroa \| \| _L2_ \| Chionolaena - Belloa \| \| \| Chionolaena - Belloa \| |
|      | |
| _L3_ | Gamochaeta |
|      | Gamochaeta |
| _L1_ | Lucilia - Micropsis - Facelis - Berroa |
|      | Lucilia - Micropsis - Facelis - Berroa |
| _L2_ | Chionolaena - Belloa |
|      | Chionolaena - Belloa |

| _L1_ | Lucilia - Micropsis - Facelis - Berroa |
|      | Lucilia - Micropsis - Facelis - Berroa |
| _L2_ | Chionolaena - Belloa                   |
|      | Chionolaena - Belloa                   |

|      | \| _L4_ \| Antennaria - Diaperia \| \| \| Antennaria - Diaperia \| \| _L5_ \| Chevreulia - Cuatrecasasiella \| \| \| Chevreulia - Cuatrecasasiella \| |
|      | |
|      | Chryselium gnaphalioides |
|      | |
| _L4_ | Antennaria - Diaperia |
|      | Antennaria - Diaperia |
| _L5_ | Chevreulia - Cuatrecasasiella |
|      | Chevreulia - Cuatrecasasiella |

| _L4_ | Antennaria - Diaperia         |
|      | Antennaria - Diaperia         |
| _L5_ | Chevreulia - Cuatrecasasiella |
|      | Chevreulia - Cuatrecasasiella |

|      | \| _L1_ \| Lucilia - Micropsis - Facelis - Berroa \| \| \| Lucilia - Micropsis - Facelis - Berroa \| \| _L2_ \| Chionolaena - Belloa \| \| \| Chionolaena - Belloa \| |
|      | |
| _L3_ | Gamochaeta |
|      | Gamochaeta |
| _L1_ | Lucilia - Micropsis - Facelis - Berroa |
|      | Lucilia - Micropsis - Facelis - Berroa |
| _L2_ | Chionolaena - Belloa |
|      | Chionolaena - Belloa |

| _L1_ | Lucilia - Micropsis - Facelis - Berroa |
|      | Lucilia - Micropsis - Facelis - Berroa |
| _L2_ | Chionolaena - Belloa                   |
|      | Chionolaena - Belloa                   |

|      | \| _L1_ \| Lucilia - Micropsis - Facelis - Berroa \| \| \| Lucilia - Micropsis - Facelis - Berroa \| \| _L2_ \| Chionolaena - Belloa \| \| \| Chionolaena - Belloa \| |
|      | |
| _L3_ | Gamochaeta |
|      | Gamochaeta |
| _L1_ | Lucilia - Micropsis - Facelis - Berroa |
|      | Lucilia - Micropsis - Facelis - Berroa |
| _L2_ | Chionolaena - Belloa |
|      | Chionolaena - Belloa |

| _L1_ | Lucilia - Micropsis - Facelis - Berroa |
|      | Lucilia - Micropsis - Facelis - Berroa |
| _L2_ | Chionolaena - Belloa                   |
|      | Chionolaena - Belloa                   |

|      | \| _L4_ \| Antennaria - Diaperia \| \| \| Antennaria - Diaperia \| \| _L5_ \| Chevreulia - Cuatrecasasiella \| \| \| Chevreulia - Cuatrecasasiella \| |
|      | |
|      | Chryselium gnaphalioides |
|      | |
| _L4_ | Antennaria - Diaperia |
|      | Antennaria - Diaperia |
| _L5_ | Chevreulia - Cuatrecasasiella |
|      | Chevreulia - Cuatrecasasiella |

| _L4_ | Antennaria - Diaperia         |
|      | Antennaria - Diaperia         |
| _L5_ | Chevreulia - Cuatrecasasiella |
|      | Chevreulia - Cuatrecasasiella |

|      | \| _L1_ \| Lucilia - Micropsis - Facelis - Berroa \| \| \| Lucilia - Micropsis - Facelis - Berroa \| \| _L2_ \| Chionolaena - Belloa \| \| \| Chionolaena - Belloa \| |
|      | |
| _L3_ | Gamochaeta |
|      | Gamochaeta |
| _L1_ | Lucilia - Micropsis - Facelis - Berroa |
|      | Lucilia - Micropsis - Facelis - Berroa |
| _L2_ | Chionolaena - Belloa |
|      | Chionolaena - Belloa |

| _L1_ | Lucilia - Micropsis - Facelis - Berroa |
|      | Lucilia - Micropsis - Facelis - Berroa |
| _L2_ | Chionolaena - Belloa                   |
|      | Chionolaena - Belloa                   |

|      | \| _L1_ \| Lucilia - Micropsis - Facelis - Berroa \| \| \| Lucilia - Micropsis - Facelis - Berroa \| \| _L2_ \| Chionolaena - Belloa \| \| \| Chionolaena - Belloa \| |
|      | |
| _L3_ | Gamochaeta |
|      | Gamochaeta |
| _L1_ | Lucilia - Micropsis - Facelis - Berroa |
|      | Lucilia - Micropsis - Facelis - Berroa |
| _L2_ | Chionolaena - Belloa |
|      | Chionolaena - Belloa |

| _L1_ | Lucilia - Micropsis - Facelis - Berroa |
|      | Lucilia - Micropsis - Facelis - Berroa |
| _L2_ | Chionolaena - Belloa                   |
|      | Chionolaena - Belloa                   |

|      | \| _L4_ \| Antennaria - Diaperia \| \| \| Antennaria - Diaperia \| \| _L5_ \| Chevreulia - Cuatrecasasiella \| \| \| Chevreulia - Cuatrecasasiella \| |
|      | |
|      | Chryselium gnaphalioides |
|      | |
| _L4_ | Antennaria - Diaperia |
|      | Antennaria - Diaperia |
| _L5_ | Chevreulia - Cuatrecasasiella |
|      | Chevreulia - Cuatrecasasiella |

| _L4_ | Antennaria - Diaperia         |
|      | Antennaria - Diaperia         |
| _L5_ | Chevreulia - Cuatrecasasiella |
|      | Chevreulia - Cuatrecasasiella |

|      | \| _L1_ \| Lucilia - Micropsis - Facelis - Berroa \| \| \| Lucilia - Micropsis - Facelis - Berroa \| \| _L2_ \| Chionolaena - Belloa \| \| \| Chionolaena - Belloa \| |
|      | |
| _L3_ | Gamochaeta |
|      | Gamochaeta |
| _L1_ | Lucilia - Micropsis - Facelis - Berroa |
|      | Lucilia - Micropsis - Facelis - Berroa |
| _L2_ | Chionolaena - Belloa |
|      | Chionolaena - Belloa |

| _L1_ | Lucilia - Micropsis - Facelis - Berroa |
|      | Lucilia - Micropsis - Facelis - Berroa |
| _L2_ | Chionolaena - Belloa                   |
|      | Chionolaena - Belloa                   |

|      | \| _L1_ \| Lucilia - Micropsis - Facelis - Berroa \| \| \| Lucilia - Micropsis - Facelis - Berroa \| \| _L2_ \| Chionolaena - Belloa \| \| \| Chionolaena - Belloa \| |
|      | |
| _L3_ | Gamochaeta |
|      | Gamochaeta |
| _L1_ | Lucilia - Micropsis - Facelis - Berroa |
|      | Lucilia - Micropsis - Facelis - Berroa |
| _L2_ | Chionolaena - Belloa |
|      | Chionolaena - Belloa |

| _L1_ | Lucilia - Micropsis - Facelis - Berroa |
|      | Lucilia - Micropsis - Facelis - Berroa |
| _L2_ | Chionolaena - Belloa                   |
|      | Chionolaena - Belloa                   |

|      | \| _L4_ \| Antennaria - Diaperia \| \| \| Antennaria - Diaperia \| \| _L5_ \| Chevreulia - Cuatrecasasiella \| \| \| Chevreulia - Cuatrecasasiella \| |
|      | |
|      | Chryselium gnaphalioides |
|      | |
| _L4_ | Antennaria - Diaperia |
|      | Antennaria - Diaperia |
| _L5_ | Chevreulia - Cuatrecasasiella |
|      | Chevreulia - Cuatrecasasiella |

| _L4_ | Antennaria - Diaperia         |
|      | Antennaria - Diaperia         |
| _L5_ | Chevreulia - Cuatrecasasiella |
|      | Chevreulia - Cuatrecasasiella |

|      | \| _L1_ \| Lucilia - Micropsis - Facelis - Berroa \| \| \| Lucilia - Micropsis - Facelis - Berroa \| \| _L2_ \| Chionolaena - Belloa \| \| \| Chionolaena - Belloa \| |
|      | |
| _L3_ | Gamochaeta |
|      | Gamochaeta |
| _L1_ | Lucilia - Micropsis - Facelis - Berroa |
|      | Lucilia - Micropsis - Facelis - Berroa |
| _L2_ | Chionolaena - Belloa |
|      | Chionolaena - Belloa |

| _L1_ | Lucilia - Micropsis - Facelis - Berroa |
|      | Lucilia - Micropsis - Facelis - Berroa |
| _L2_ | Chionolaena - Belloa                   |
|      | Chionolaena - Belloa                   |

|      | \| _L1_ \| Lucilia - Micropsis - Facelis - Berroa \| \| \| Lucilia - Micropsis - Facelis - Berroa \| \| _L2_ \| Chionolaena - Belloa \| \| \| Chionolaena - Belloa \| |
|      | |
| _L3_ | Gamochaeta |
|      | Gamochaeta |
| _L1_ | Lucilia - Micropsis - Facelis - Berroa |
|      | Lucilia - Micropsis - Facelis - Berroa |
| _L2_ | Chionolaena - Belloa |
|      | Chionolaena - Belloa |

| _L1_ | Lucilia - Micropsis - Facelis - Berroa |
|      | Lucilia - Micropsis - Facelis - Berroa |
| _L2_ | Chionolaena - Belloa                   |
|      | Chionolaena - Belloa                   |

|      | \| _L4_ \| Antennaria - Diaperia \| \| \| Antennaria - Diaperia \| \| _L5_ \| Chevreulia - Cuatrecasasiella \| \| \| Chevreulia - Cuatrecasasiella \| |
|      | |
|      | Chryselium gnaphalioides |
|      | |
| _L4_ | Antennaria - Diaperia |
|      | Antennaria - Diaperia |
| _L5_ | Chevreulia - Cuatrecasasiella |
|      | Chevreulia - Cuatrecasasiella |

| _L4_ | Antennaria - Diaperia         |
|      | Antennaria - Diaperia         |
| _L5_ | Chevreulia - Cuatrecasasiella |
|      | Chevreulia - Cuatrecasasiella |

|      | \| _L1_ \| Lucilia - Micropsis - Facelis - Berroa \| \| \| Lucilia - Micropsis - Facelis - Berroa \| \| _L2_ \| Chionolaena - Belloa \| \| \| Chionolaena - Belloa \| |
|      | |
| _L3_ | Gamochaeta |
|      | Gamochaeta |
| _L1_ | Lucilia - Micropsis - Facelis - Berroa |
|      | Lucilia - Micropsis - Facelis - Berroa |
| _L2_ | Chionolaena - Belloa |
|      | Chionolaena - Belloa |

| _L1_ | Lucilia - Micropsis - Facelis - Berroa |
|      | Lucilia - Micropsis - Facelis - Berroa |
| _L2_ | Chionolaena - Belloa                   |
|      | Chionolaena - Belloa                   |

|      | \| _L1_ \| Lucilia - Micropsis - Facelis - Berroa \| \| \| Lucilia - Micropsis - Facelis - Berroa \| \| _L2_ \| Chionolaena - Belloa \| \| \| Chionolaena - Belloa \| |
|      | |
| _L3_ | Gamochaeta |
|      | Gamochaeta |
| _L1_ | Lucilia - Micropsis - Facelis - Berroa |
|      | Lucilia - Micropsis - Facelis - Berroa |
| _L2_ | Chionolaena - Belloa |
|      | Chionolaena - Belloa |

| _L1_ | Lucilia - Micropsis - Facelis - Berroa |
|      | Lucilia - Micropsis - Facelis - Berroa |
| _L2_ | Chionolaena - Belloa                   |
|      | Chionolaena - Belloa                   |

|      | \| _L4_ \| Antennaria - Diaperia \| \| \| Antennaria - Diaperia \| \| _L5_ \| Chevreulia - Cuatrecasasiella \| \| \| Chevreulia - Cuatrecasasiella \| |
|      | |
|      | Chryselium gnaphalioides |
|      | |
| _L4_ | Antennaria - Diaperia |
|      | Antennaria - Diaperia |
| _L5_ | Chevreulia - Cuatrecasasiella |
|      | Chevreulia - Cuatrecasasiella |

| _L4_ | Antennaria - Diaperia         |
|      | Antennaria - Diaperia         |
| _L5_ | Chevreulia - Cuatrecasasiella |
|      | Chevreulia - Cuatrecasasiella |

I caratteri distintivi della specie  Chryselium gnaphalioides sono:
- il portamento è erbaceo stolonifero e monoico;
- i capolini sono terminali in densi raggruppamenti;
- gli apici delle corolle sono violacei;
- l'habitat tipico è relativo alle Ande tropicali.

### Sinonimi
Sono elencati alcuni sinonimi per questa entità:
- Antennaria gnaphalioides (Kunth) Standl. ex R.Knuth
- Gnaphalium antennarioides  DC.
- Helichrysum gnaphalioides  Kunth
- Leontopodium gnaphalioides  (Kunth) Hieron.
- Leontopodium monoicum  Benth. & Hook.f. ex B.D.Jacks.
- Pseudognaphalium antennarioides  Anderb.
- Antennaria monoica  Wedd.
- Gnaphalium elichrysoides  Willd. ex Spreng.